# Armeewirtschaftsführer
Der Armeewirtschaftsführer (AWiFü) war während des Zweiten Weltkriegs ein Verbindungsoffizier (VO) des Wirtschaftsstabes Ost (WiStab Ost) zu den Armeeoberkommandos (AOK). Für Armeewirtschaftsführer war – neben der Abkürzung AWiFü – auch das Kürzel „VO/Wi Rü Amt / IV Wi AOK“ gebräuchlich, das sich daraus herleitet, dass die Armeewirtschaftsführer Verbindungsoffiziere (daher: VO) des Wirtschaftsrüstungsamtes (daher: Wi Rü Amt) zu der – für Wirtschaftsfragen zuständigen – Gruppe IV (römisch 4) bei den Armeeoberkommandos (daher: AOK) waren.
Der Armeewirtschaftsführer leitete die wirtschaftliche Ausnutzung des von der deutschen Wehrmacht kontrollierten Armeegebietes zugunsten der Armee-Gruppe, der er zugeordnet war. Die Armeewirtschaftsführer waren in erster Linie für die Versorgung ihrer Armeen „aus dem Land“ zuständig.
Die Bezeichnung solcher Verbindungsoffiziere als Armeewirtschaftsführer wurde im Februar 1942 eingeführt.

## Organisatorische Zuordnung
Der Armeewirtschaftsführer war dem Armeeoberkommando (AOK) angegliedert, zugleich aber an die fachlichen Weisungen der für den Bereich der jeweiligen Heeresgruppe zuständige Wirtschaftsinspektion (WiIn) gebunden, die eine Untergliederung des Wirtschaftsstabs Ost war. Zwar gab die WiIn dem AWiFü Anweisungen betreffs der Truppenversorgung, jedoch hatte das Armeeoberkommando (AOK) den Vorrang in den Entscheidungen, so dass in dieser Frage der stärkste Einfluss des Militärs auf die Wirtschaftsführung im Armeegebiet gesichert war.
Am 5. September 1942 wurden die AWiFü den Wirtschaftsinspektionen direkt unterstellt.
Der AWiFü koordinierte die Aktivitäten der einzelnen Wirtschaftsoffiziere (Wi O) in den Korpsgebieten sowie die der Wirtschaftskommandos (Wi Kdo) im rückwärtigen Armeegebiet.
Im Armeegebiet (Operationsgebiet) übernahmen die Armeewirtschaftsführer und die vorgezogenen Wirtschaftskommandos mit ihren Nebenstellen dieselbe Funktion, die im rückwärtigen Heeresgebiet (Militärverwaltungsgebiet) die Wirtschaftsinspektionen und die Wirtschaftskommandos mit ihren Nebenstellen ausübten.
Zur Durchführung ihrer Aufgaben standen den Armeewirtschaftsführern gut ausgerüstete wirtschaftliche und technische Truppen zur Verfügung: Wehrmachterfassungskommandos, technische Bataillone, Bergungstrupps, Rohstofferkundertrupps, landwirtschaftlich-technische Züge, Mineralöleinheiten, Bergbaukompanien und vorgezogene Wirtschaftskommandos.